# World Cup Carnival
World Cup Carnival je nogometna videoigra koja je izašla za Amstrad CPC, Commodore 64 i ZX Spectrum u 1986. godini. Ovo je prva igra "FIFA World Cup" serijala, koja se bazira na Svjetskom nogometnom prvenstvu u Meksiku 1986. i prethodnoj igri Artic Softwarea, World Cup Football. Igra je sadržavala službene proizvode SP-a.
Iako je licenca bila dobivena jako brzo, te pažljivo planirana; unutarnji problemi su pokvarili razvoj projekta, koji se nije mogao završiti blizu komercijalno iskorištenih datuma. Kako je se približavalo Svjetsko nogometno prvenstvo u Meksiku '86., U.S. Gold je odlučio uzeti prava na prijašnju igru World Cup Football od Artic Softwarea, te njene licence primijeniti na World Cup Carnival i staviti je na tržište kao sjajnu, novu igru. Doduše, ovaj zadnji pokušaj je primljen s cinizmom u industriji videoigara: gameri, i kritičari, počeli su s komentarima: "manje od očekivanog", najviše zbog licencija.
Deset momčadi je dostupno u verzijama za Commodore 64 i Amstrad CPC, dok su sve 24 momčadi SP-a '86. dostupne u verziji za ZX Spectrum. U sve tri verzije, samo se osam momčadi moglo natjecati u World Cup (Svjetsko prvenstvo) mogućnosti. Uz to, nalazila se i trening mogućnost (training mode), koja je uključivala izvođenje jedanaesteraca u sve tri verzije igre. Jedna utakmica na igri traje tri minute, no nema opciju zamjena igrača, postavljanja formacija, pozicija, taktike, itd.

## Omot
Iako je prva FIFA World Cup igra izašla u Engleskoj, na omotu igre se pojavljuju brazilski nogometni navijači, torcida; točnije, navijači Fluminense FC-a.

## Ocjene
Za vrijeme kad je igra World Cup Carnival, Zzap!64 je nagradio C64 verziju s ukupnom ocjenom od samo 11%. Crash je ZX Spectrum verziju igre ocjenio s ocjnom od 26%, a ocjenjivači su igru opisivali kao: "najgoru igru koju su ikad vidjeli". MobyGames je nagradio igru ocjenom od 2.5/5.